# Souvignargues
Souvignargues – miejscowość i gmina we Francji, w regionie Oksytania, w departamencie Gard.
Według danych na rok 1990 gminę zamieszkiwało 545 osób, a gęstość zaludnienia wynosiła 49 osób/km² (wśród 1545 gmin Langwedocji-Roussillon Souvignargues plasuje się na 495. miejscu pod względem liczby ludności, natomiast pod względem powierzchni na miejscu 694.).